# ملقاط جزيئي

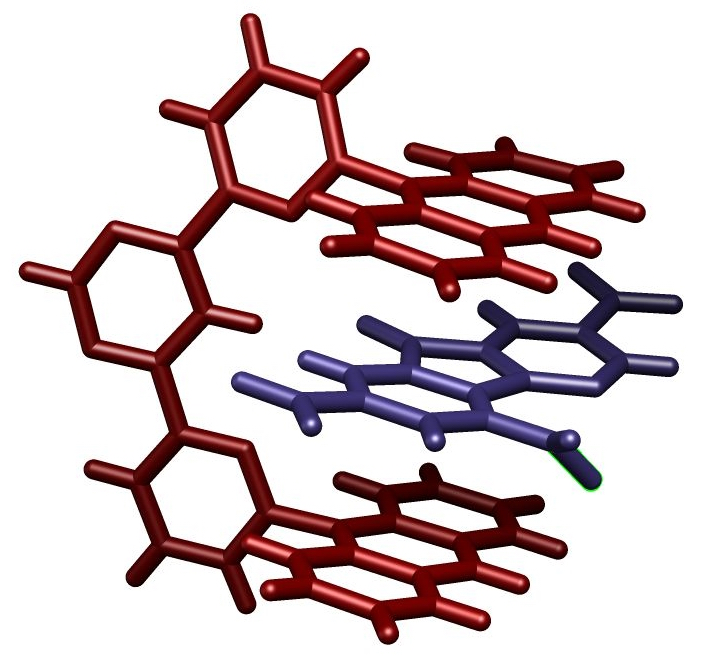
كما بالشكل يفيد تقرير جون ماري لين احتجاز ثلاثي الفلورين بين ملقاطٍ جزيئٍ.

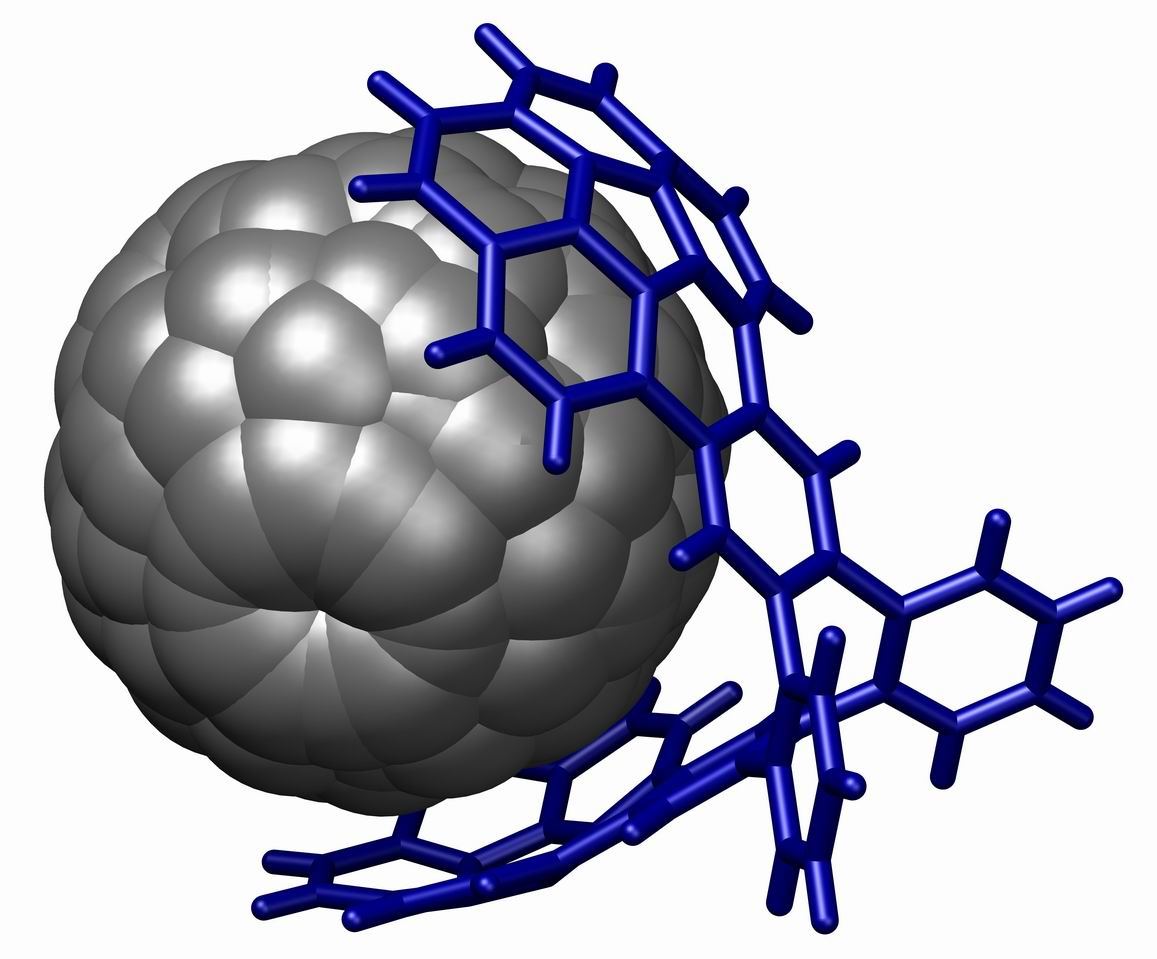
الفوليرين المحتجز فيما بين ذراعي (ماسك بَكي) buckycatcher عبر تفاعلات التراص العطرية، وذلك بناءً على ما أورده سيغولا ومعاونيه في تقريرهم البحثي.

 الملقاط الجزيئي  (كلمة مفردة جمعها  ملاقيط جزيئية ) (بالإنجليزية:  Molecular tweezers)‏، والتي يُطلق عليها في بعض الأحيان  اللاقطات الجزيئية  هي مركبات جزيئية غير دائريةٍ و كبيرة الحجم، ذات تجاويفٍ مفتوحةٍ قادرةٍ على الإمساك بالجسيمات الزائرة. وكان المصطلح هذا (الملقاط الجزيئي) قد استُخْدِمَ للمرة الأولى من قِبَلِ هوارد ويتلوك ، إلا أن رتبة المضيفات قد تم تطويرها ونشر استخدامها بواسطة ستيفن زيمرمان في الفترة بين أواسط الثمانينات من القرن العشرين إلى أوائل التسعينات من القرن ذاته. وقد يقوم التجويف المفتوح للملقاط الجزيئي بالإمساك بالأجسام الزائرة باستخدام تآثرات غير تساهمية والتي تتضمن الروابط الهيدروجينية، التنسيق المعدني، القوى الكارهة للماء، قوى فان دير فالس، تفاعلات π-π (بالإنجليزية:  Stacking (chemistry))‏، وكذلك التأثيرات الكهربائية الساكنة. وتُعَدُ تلك المركبات (الملاقيط الجزيئية) سلسلةً فرعيةً من المستقبلات الجزيئية للحلقات الضخمة (بالإنجليزية:  Macrocycle)‏، وتتمثل بنيتهم التركيبية في ذراعين يقومان بالإمساك والإحاطة بالجزيء الضيف فيما بينهما وهما متصلان ببعضهما الآخر.

## أمثلة
ومن الأمثلة على الملاقط الجزيئية ذلك الذي نشره جون ماري لين ومعاونيه. حيث أن هذا الجزيء قادرٌ على الإمساك والإحاطة بالزوار أو الأجسام المضيفة العطرية. وتتكون تلك الملاقيط الجزيئية من ذراعين من الأنثراسين مثبتين على مسافةٍ فيما بينهما تسمح بحدوث تفاعلٍ مع الضيوف العطرية على صورة تفاعلات π-π والناجمة عن التراص الكيميائي.
في حين يتكون صنفٌ آخرٌ من الملاقيط الجزيئية من ذراعين مربوطين من porphyrin macrocycles والمستبدلين بمركبٍ كيميائيٍ رابطٍ ذي طولٍ متغيرٍ. ويُظهِر هذا النموذج من الملاقيط الجزيئية إمكانية التنقل لتلك الفئة من الجزيئات، حيث أنه يمكن تحويل توجيه أسطح البورفورين والتي تكون الملاقط بواسطة الضيف الذي يتم الإمساك به وتقييده.
ومن أمثلة تركيبات الملاقط الجزيئية الأخرى التي تم الإعلان عنها، والتي تقيد وتمسك الفلورينات، تلك التي يُطْلَقُ عليها اسم (ماسكات البكي) (بالإنجليزية:  buckycatcher)‏. ويتكون مثل هذا الملقاط الجزيئي من كماشتين مقعرتين من الكورانولين (بالإنجليزية:  corannulene)‏ والتي تُتَمِم سطح ضيف الفوليرين المحدَّب. ويتم حساب ثوابت المجموعة (ثابت التوازن) (Ka) لـ 8600 M−1 فيما بين ماسك البكي الضيف و الفوليرين C60 باستخدام مطيافية الرنين النووي المغناطيسي 1H.
هذا وتُظهر الأمثلة التي تم ذكرها مسبقاً إمكانية التفاعل والخصوصية لتلك الجزيئات. ويمكن تصميم موقع الاحتجاز أو الربط فيما بين اسطح الملقاط بربطها بضيفٍ ملائمٍ مع ثوابت المجموعة الناجمة ومن ثم الاستقرار، اعتماداً على تصميم الملقاط. مما يجعل من تلك البنية الهيكلية الماكرو جزيئية مستقبلاً جزيئياً عن حق.

## وصلات خارجية
- مجلة التربية الكيميائية المستعرضة للجزيئات – عدد ديسمبر 2004: ملاقيط النانو الجزيئية و مقالة عنها
- ملاقيط صناعة البلورات الجزيئية.